# Jon Pult
Jon Andri Pult (nacido el 12 de octubre de 1984) es un consultor, historiador y político suizo que actualmente se desempeña como miembro del Consejo Nacional por el Partido Socialista de Suiza (SP) desde 2019. Anteriormente sirvió en el Gran Consejo de los Grisones entre 2010 y 2018. Durante la campaña electoral hacia las elecciones federales suizas de 2023, Pult se declaró candidato al Consejo Federal, para suceder a Alain Berset.

## Temprana edad y educación
Jon Pult nació el 12 de octubre de 1984 en Scuol, Suiza, hijo del profesor Clot Pult. Se crio en Milán y Guarda hasta que ingresó al kindergarten en Domat/Ems. Su abuelo fue romanista. Su tío es el profesor de  romanche Chasper Pult (n. 1949). Jon Pult asistió a la escuela primaria y secundaria en Coira y a continuación estudió Historia en la Universidad de Zúrich donde se licenció con un trabajo sobre la historia del Ferrocarril Rético.

## Carrera profesional
En 2016, Jon Pult trabajó para Feinheit, un desarrollador de campañas y estrategias. Desde 2022 es un miembro del consejo de administración de Feinheit. En 2014, Pult asumió la presidencia de la asociación "Iniciativa de los Alpes", cuyo objetivo es proteger los Alpes del comercio internacional a través de las carreteras.

## Carrera política
Desde hace años se le menciona como uno de los talentos políticos y el diarío Neue Zürcher Zeitung lo describió en 2014 como un talento político. Tres políticos y expresidentes del SP lo han elogiado y muchos lo consideran un político prometedor. Jaqueline Fehr lo llamó en 2010 una promesa de futuro, el expresidente Peter Bodenmann declaró en 2015 que el entonces presidente del SP, Christian Levrat, solo se quedaría en la presidencia para darle a Pult más tiempo para prepararse y cuando se le preguntó a Helmut Hubacher quiénes serían los candidatos para la sucesión de Levrat, respondió que aunque la gente hablaba también de otros, en su opinión Pult era el favorito para el puesto.

### Política cantonal
Entre 2005 y 2011 fue miembro del Consejo Municipal de Chur, y entre 2010 y 2018 del Gran Consejo de los Grisones. En 2013, Pult estuvo en contra la candidatura de St. Moritz a ser sede de los Juegos Olímpicos de 2022.
En 2018 dimitió porque quería ser elegido miembro del Consejo Nacional en 2019.

### Miembro del Consejo Nacional
Jon Pult fue candidato al Consejo Nacional en 2011 y también en 2015, pero ambas veces no fue elegido. En 2019 fue candidato tanto al Consejo Nacional (la cámara baja) como al Consejo de los Estados (la cámara alta). Finalmente fue elegido miembro del Consejo Nacional como representante de los Grisones para el SP. En octubre de 2023 Pult fue reelegido.

## Vida personal
Jon Pult tiene la doble ciudadanía suiza e italiana y vive en Coira. Su lugar de origen es Sent en el cantón de Grisones. Habla romanche, alemán, italiano y francés. 